# Eric Sogard
Eric Sidney Sogard, ameriški bejzbolist, * 22. maj 1986, Phoenix, Arizona, ZDA.
Sogard je poklicni igralec notranjega polja in je trenutno prosti igralec (free agent). Kot bivši član univerze Arizona State University je bil izbran v 2. krogu nabora lige 2007 s strani ekipe  San Diego Padres. Sogardov oče, Rudy, je prav tako igral univerzitetni bejzbol in je leta 1975 med igranjem na tretji bazi postavil rekord univerze Depauw University v domačih tekih. Sogard je eden redkih bejzbolistov, ki med igranjem uporabljajo očala.

## Ljubiteljska kariera in izobrazba
Sogard je hodil na srednjo šolo Thunderbird High School v mestu Phoenix, Arizona, nato pa je obiskoval Arizona State University, kjer je diplomiral iz veterine.
Med svojim srednješolskim obdobjem si je prislužil številna priznanja odličnosti in podrl mnoge rekorde svoje šole. Bil je tudi odličen nogometaš, njegova bodoča univerza pa mu je ponujala tako športne kot akademske štipendije. 
Eric je kot član ekipe v letih 2006 in 2007 bil razglašen kot eden najboljših v ZDA. Leta 2006 je igral na več različnih položajih, leto kasneje pa se ustalil na drugi bazi. Svojo univerzitetno kariero je zaključil s 15. najvišjim odbijalskim povprečjem v zgodovini šole (0,371). Je član Ekipe desetletja šole v letih 2000−2009. Prav tako je bil razglašen za Obrambnega igralca leta s strani konference Pacific 10.
Leto 2007 je zaključil kot član elitne peščice igralcev v zgodovini šole, ki so v enem letu z več kot 100 udarci v polje imeli odbijalsko povprečje 0,400 ali več. Prav tako je v letih 2006−2007 bil med  vodilnimi v konferenci v povprečju dosežene baze. S svojo ekipo je ostal do junija 2007.

## Poklicna kariera

### San Diego Padres
Sogard je bil prvi med svojimi soigralci iz Arizone, ki je bil izbran na naboru lige MLB leta 2007. Izbran je bil v 2. krogu, s skupno 81. izbiro so ga izbrali predstavniki ekipe San Diego Padres. Leta 2008 je igral na Tekmi vseh zvezd stopnje Single-A. Leta 2009 ga je med igranjem v San Antoniu spletna stran Scout.com ocenila kot enega najbolj obetavnih odbijalcev v klubu. Eric je prav tako igral na Tekmah vseh zvezd na stopnji Double-A v letu 2009 na položajih druge baze in imenovanega odbijalca in na stopnji Triple-A leta 2011, v letu, katerem je v svoji ligi imel vodilno lovilsko povprečje med bližnjimi zaustavljalci.

### Oakland Athletics
16. januarja 2010 je bil Sogard skupaj z Kevinom Kouzmanoffom poslan k ekipi Oakland Athletics, v San Diego pa sta bila poslana Scott Hairston in Aaron Cunningham. Sogard je sezono 2010 končal kot eden doslednejših igralcev podružnice na stopnji Triple-A v Sacramentu in je postal eden izmed t. i. "septembrskih povišanj". 23. avgusta 2011 je Sogard odbil svoj prvi domači tek kariere. Dovolil mu ga je takratni član ekipe New York Yankees (in zdajšnji soigralec) Bartolo Colón.